# Rue Maurice-Loewy
Maurice Loewy är en återvändsgata i Quartier du Parc-de-Montsouris i Paris fjortonde arrondissement. Gatan är uppkallad efter den fransk-österrikiske astronomen Maurice Loewy (1833–1907). Rue Maurice Loewy börjar vid Rue de l'Aude 16.

## Omgivningar
- Saint-Pierre de Montrouge
- Square du Chanoine-Viollet
- Cité Annibal
- Jardin Henri-et-Achille-Duchêne
- Villa Soutine
- Villa Méridienne
- Rue Marie-Rose
- Rue de la Tombe-Issoire

## Bilder
| - Gatuskylt. - Saint-Pierre de Montrouge. - Square du Chanoine-Viollet. - Jardin Henri-et-Achille-Duchêne. |

## Kommunikationer
- Tunnelbana – linje  – Alésia
- Busshållplats La Tombe Issoire – Paris bussnät

### Webbkällor
- ”Rue Maurice-Loewy”. Mairie de Paris. https://web.archive.org/web/20160303190449/http://www.v2asp.paris.fr/commun/v2asp/v2/nomenclature_voies/Voieactu/6119.nom.htm. Läst 25 december 2023.
- ”Rue Maurice-Loewy (14ème arrondissement)”. Les rues de Paris. https://web.archive.org/web/20160409045925/http://www.parisrues.com/rues14/paris-14-rue-maurice-loewy.html. Läst 25 december 2023.